# Всемирная ассамблея здравоохранения
Всемирная ассамблея здравоохранения (англ. World Health Assembly, сокр. Ассамблея здравоохранения) — высший руководящий орган Всемирной организации здравоохранения, аналог Генеральной Ассамблеи ООН. Ассамблея здравоохранения собирается на ежегодные сессии, как правило в мае в Женеве во Дворце Наций ООН. Положения и статус Ассамблеи закреплены в пятой главе Устава ВОЗ.

## Делегаты
Каждое из 194 государств-членов ВОЗ имеет право прислать на сессию Ассамблеи здравоохранения не более 3 делегатов, один из которых назначается главным делегатом. Делегаты должны обладать наивысшей технической компетентностью в области здравоохранения и предпочтительно должны представлять национальные администрации здравоохранения государства-члена ВОЗ. Кроме того государства-члены имеют право направлять заместителей делегатов и советников.

## Сессии
Ассамблея осуществляет свою деятельность в виде сессий. Решение о сроках проведения ежегодной сессии принимает Исполнительный комитет ВОЗ по согласованию с Генеральным секретарём ООН. Предыдущая сессия устанавливает страну или область проведения очередной сессии, конкретное место устанавливает Исполнительный комитет. В начале каждой сессии делегатами избираются Председатель Ассамблеи и члены Президиума Ассамблеи. Они продолжают исполнять свои обязанности вплоть до избрания их преемников.
По требованию Исполнительного комитета или большинства государств-членов ВОЗ может быть созвана внеочередная специальная сессия Ассамблеи здравоохранения для решения важных проблем.
Ассамблея принимает решения в виде конвенций и соглашений двумя третями голосов членов ВОЗ. После принятия Ассамблеей конвенции или соглашения государства-члены должны согласно установленному в них конституционному порядку в 18-месячный срок ратифицировать либо отклонить принятый документ, и сообщить о результате рассмотрения Генеральному директору ВОЗ. При ратификации документа государства-члены обязаны представлять ежегодный доклад о выполнении ими взятых на себя обязательств.
Государство-член может быть лишено права голоса Ассамблеей в случае неуплаты им установленного сбора.

## Функции
К функциям Ассамблеи здравоохранения относятся:
1. Определение направления деятельности ВОЗ.
2. Определение государств-членов ВОЗ, которым предоставляется право назначать своих представителей в Исполнительный комитет.
3. Назначение Генерального директора ВОЗ.
4. Рассмотрение и утверждение докладов и деятельности Исполнительного комитета и Генерального директора, утверждение указаний Исполнительному комитету.
5. Создание комитетов.
6. Наблюдение за финансовой деятельностью ВОЗ, рассмотрение и утверждение бюджета.
7. Приглашение международных, национальных, правительственных и неправительственных организаций к участию без права голоса на собственных заседаниях и заседаниях комитетов.
8. Рассмотрение рекомендаций, имеющих отношение к здравоохранению, сделанных Генеральной Ассамблеей, Экономическим и Социальным Советом, Советом Безопасности или Советом по опеке Организации Объединенных Наций, с последующим представлением им докладов о мерах, принятых ВОЗ в целях осуществления означенных рекомендаций.
9. Представление Экономическому и Социальному Совету ООН докладов в соответствии с любым соглашением между ВОЗ и ООН.
10. Способствование проведению и проведение исследований в области здравоохранения силами персонала ВОЗ, путём создания своих собственных учреждений и установления сотрудничества с официальными или неофициальными учреждениями любого члена с согласия его правительства.
11. Создание любых других учреждений, которые будут признаны желательными.
12. Проведение любых иных мероприятий, способствующих достижению целей ВОЗ.

## Председатели Всемирной ассамблеи здравоохранения
- 74-й — Дечен Вангмо, министр здравоохранения Бутана.